# Warschau (album Marduka)
Warchau – album koncertowy szwedzkiego zespołu black metalowego Marduk. Wydawnictwo ukazało się 5 grudnia 2005 roku nakładem wytwórni Blooddawn Productions. Materiał został nagrany 17 września 2005 roku podczas koncertu w warszawskim klubie Proxima.

## Lista utworów
Opracowane na podstawie materiału źródłowego.
1. "The Hangman of Prague" – 3:55
2. "Seven Angels, Seven Trumpets" – 2:42
3. "Slay the Nazarene" – 3:38
4. "Azrael" – 3:03
5. "Burn My Coffin" – 5:23
6. "Panzer Division Marduk" – 2:26
7. "Blurache" – 5:25
8. "Bleached Bones" – 4:54
9. "The Black..." – 3:22
10. "Steel Inferno" – 2:29
11. "On Darkened Wings" – 4:22
12. "With Satan and Victorious Weapons" – 3:41
13. "Throne of Rats" – 3:15
14. "To the Death’s Head True" – 3:24
15. "Sulphur Souls" – 5:54
16. "Warschau" – 4:54
17. "Wolves" – 5:43

## Twórcy
Opracowano na podstawie materiału źródłowego

- Evil – gitara
- Mortuus – śpiew
- Emil Dragutinović – perkusja
- Devo – gitara basowa
- Kristoffer Andersson – oprawa graficzna
- Christian Frost – inżynieria dźwięku
- David Caracandas – inżynieria dźwięku